# Centaurea pullata
Centaurea pullata es una especie del género Centaurea perteneciente a la familia de las asteráceas.

## Descripción

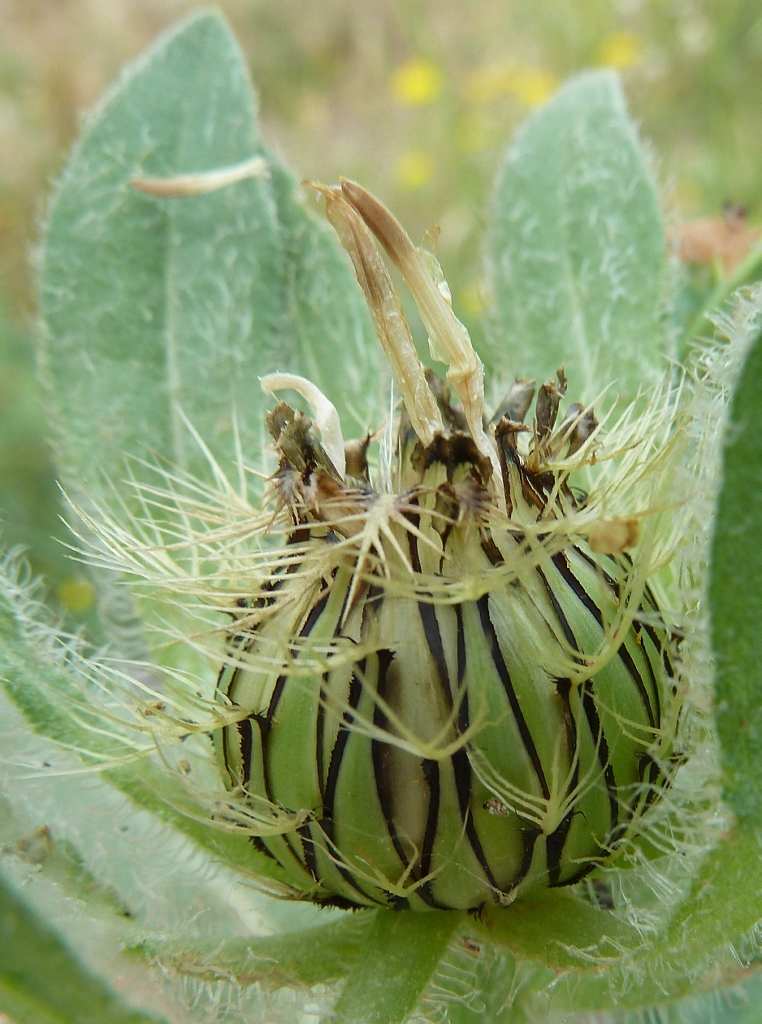
Capítulo post-antesis con las brácteas pectinadas bordeadas de negro, origen de su nombre específico.

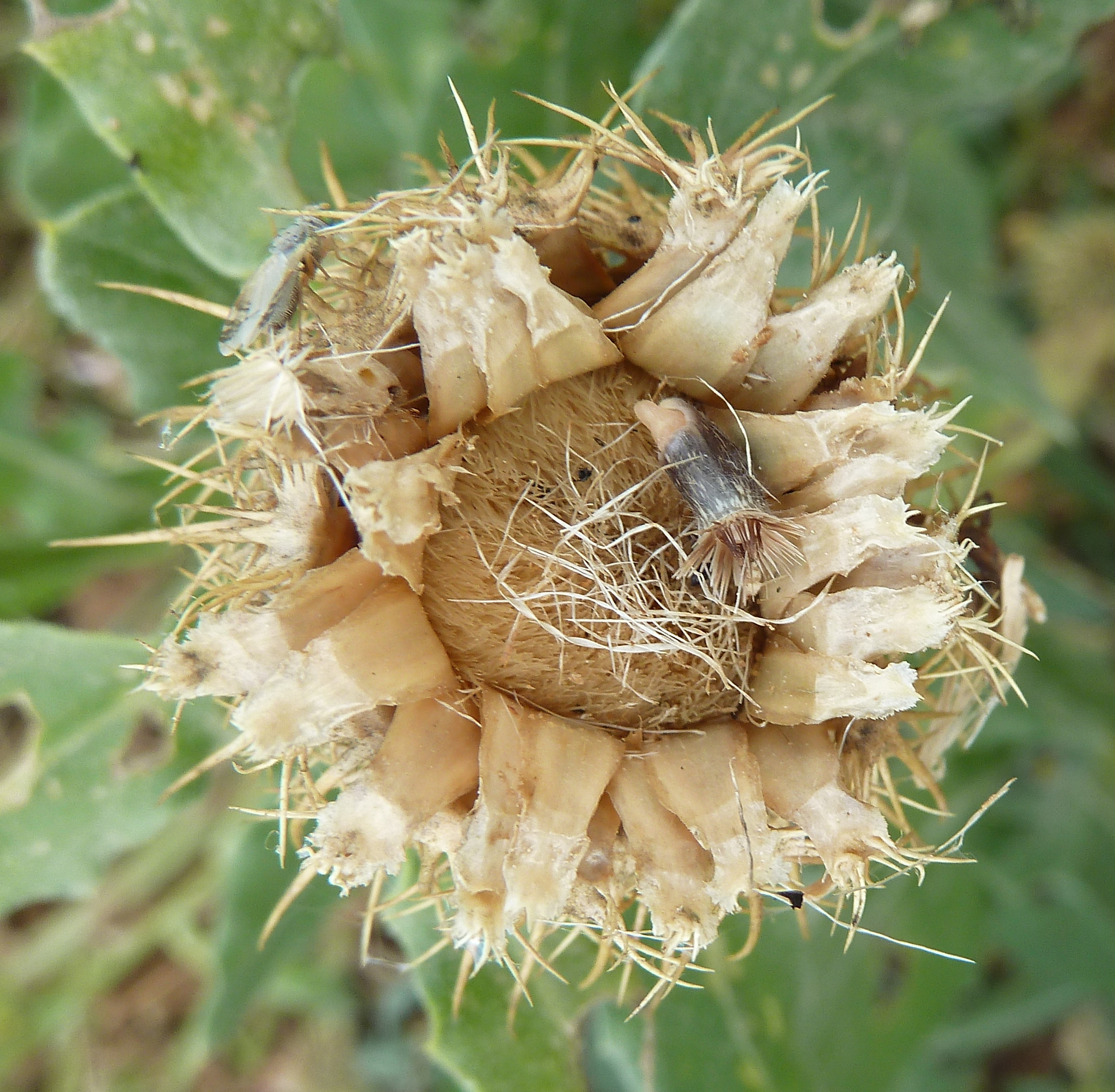
Capítulo post-floración con cipsela emergiendo del denso indumento paleal del receptáculo. Notense las brácteas involucrales más internas sin los apéndices espinoso-pectinados de las externas.

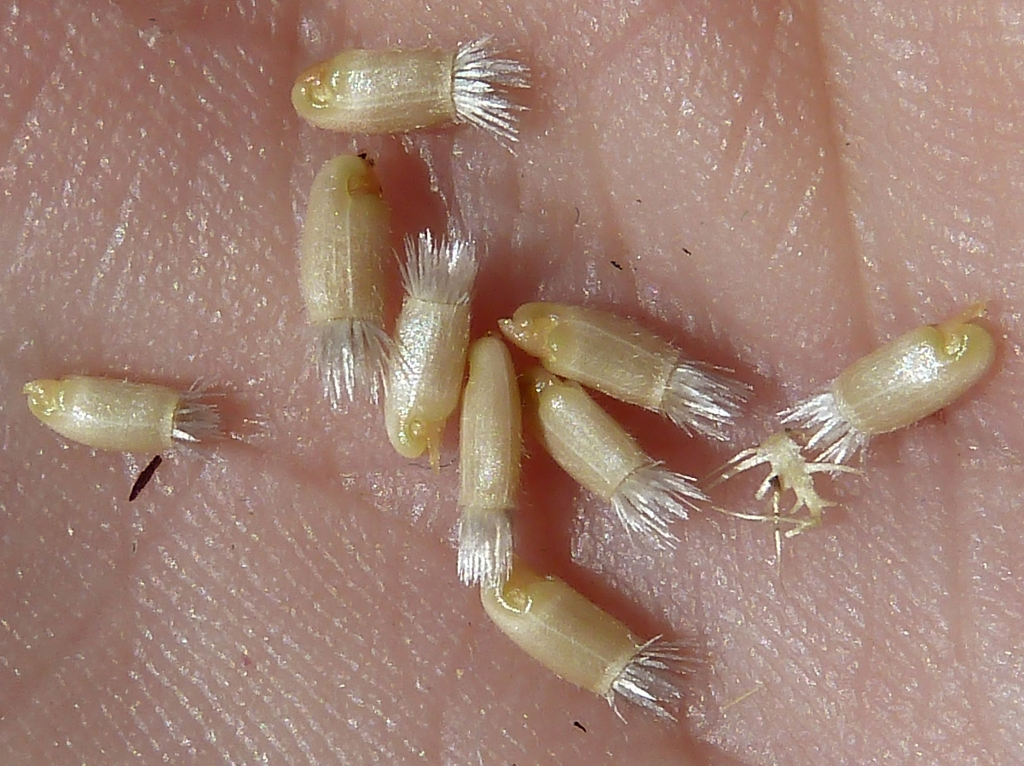
Cipselas suelta con eleosoma.

Planta procumbente anual de tamaño máximo de  unos 30 cm, hojas de contorno ovalado-agudo, escasamente dentadas, más o menos peludas . Flores con involucro de unos 2 cm de diámetro y brácteas con una franja negra en sus bordes; de allí su nombre específico en Latín, pullata, que significa «vestida de luto». Receptáculo peludo. Flores tubuladas  de color malva/rosado de hasta 10 cm de diámetro, hermafroditas; las exteriores mucho más largas y estériles. Fruto: cipsela con eleosoma y vilano de escamas lanceoladas estrechas en varias filas.[cita requerida]

## Floración y hábitat
Florece entre marzo y julio (octubre) en bordes de caminos y márgenes de cultivos.[cita requerida]

## Distribución
Se localiza en el Mediterráneo occidental, África del Norte y  la mitad meridional de la península ibérica; ausente de las Islas Baleares y las Islas Canarias. Introducida en Egipto, Malta, Turquía, Macedonia, antigua Yugoslavia.

## Taxones infraespecíficos
Todos, excepto Centaurea pullata subsp. pullata L. y Centaurea pullata subsp. baetica Talavera, son meros sinónimos de la especie.

## Taxonomía
Centaurea pullata fue descrita por Carolus Linnaeus y publicado en Species Plantarum, vol. 2, p. 911 en 1753.
Citología
Número de cromosomas de Centaurea pullata (Fam. Compositae) y táxones infraespecíficos: 2n=22
Etimología
Centaurea: nombre genérico que procede del Griego kentauros, hombres-caballos que conocían las propiedades de las plantas medicinales.
pullata: epíteto latino que significa "oscura".
Sinonimia
- Melanoloma pullatum (L.) Fourr.
- Cyanus pullatus (L.) Gaertn.
- Centaurea claryi Debeaux
- Centaurea claryi Debeaux ex Batt. & Trab.
- Centaurea dubia Krock.
- Centaurea humilis Schrank
- Centaurea involucrata var. discolor Maire
- Centaurea pullata var. albiflora (Font Quer) Dobignard
- Centaurea pullata f. albiflora Font Quer
- Centaurea pullata var. claryi (Debeaux) Batt.
- Centaurea pullata subsp. claryi (Debeaux) Batt.
- Centaurea pullata var. discolor (Maire) Dobignard
- Centaurea pullata subsp. discolor (Maire) Mathez
- Centaurea pullata subsp. involucrata (Desf.) Talavera
- Centaurea pullata var. minor Ball
- Centaurea pullata var.zatii Maubert[6]

## Nombres comunes
- Castellano: cabeza de pollo, cardo, centaurea, chicoreta, quiebra-escamas.[7]